# Pagedangan (Ambal)
Pagedangan is een bestuurslaag in het regentschap Kebumen van de provincie Midden-Java, Indonesië. Pagedangan telt 2127 inwoners (volkstelling 2010).